# Bundesbeschluss zum Atomgesetz (Schweiz)
Der Bundesbeschluss zum Atomgesetz vom 6. Oktober 1978 trat nach der Volksabstimmung vom 20. Mai 1979, per 1. Juli 1979 in Kraft.
Das Atomgesetz wurde durch den Bundesbeschluss inhaltlich ergänzt: Zum Bau von Kernkraftwerken bedurfte es ab dem 1. Juli 1979
- eine Rahmenbewilligung (Art. 1),
- einen Bedarfsnachweis (Art. 3 b) und
- den Erzeugern Radioaktiver Abfälle wurde die Verantwortung für die sichere Beseitigung der Radioaktiven Abfälle übertragen (Art. 10 ff).

Dieser Bundesbeschluss war eine Übergangsregelung bis zur Verabschiedung des neuen Kernenergiegesetzes und deshalb zeitlich befristet.

## Entstehungsgeschichte
Ab 1972 hatten mehrere politische Vorstösse eine Revision des Atomgesetzes von 1959 zum Ziel. Einen entscheidenden Einfluss auf die Konkretisierung der Revision übte aber die Besetzung des Baugeländes des geplanten Kernkraftwerks Kaiseraugst im Frühling 1975 aus. Im Herbst dieses Jahres beauftragte der Bundesrat eine juristische Expertenkommission, einen Entwurf für eine Totalrevision des Atomgesetzes zu erstellen. Zusätzlicher Druck auf das anlaufende Überprüfungsverfahren wurde durch die erste Atomschutzinitiative ausgeübt, die sich damals im Sammelstadium befand.
Eine rasche Totalrevision des Atomgesetzes war fast einhellig erwünscht. Angesichts der Dringlichkeit der zu verwirklichenden Postulate entstand als Übergangs Regelung der Bundesbeschluss zum Atomgesetz vom 6. Oktober 1978. Erwartet wurde aber, dass die Totalrevision vorangetrieben wird. «Gegen den von der Bundesversammlung 1978 im Sinne eines informellen Gegenvorschlags zur Atomschutzinitiative verabschiedeten befristeten Bundesbeschluss zum Atomgesetz war vom radikaleren Flügel der Atomenergieopponenten das Referendum ergriffen worden.»
Am 18. Februar 1979 kam die Atomschutzinitiative zur Abstimmung. Die Erläuterungen des Bundesrates zur Abstimmung empfahlen: «Die Bundesversammlung hat der Atom[schutz]initiative keinen eigenen Verfassungsartikel gegenübergestellt. Dafür hat sie am 6. Oktober 1978 mit grosser Mehrheit eine Revision des Atomgesetzes verabschiedet, welche den berechtigten Anliegen der Initiative Rechnung trägt, ohne deren nachteilige Folgen zu übernehmen. (…) Bundesrat und Bundesversammlung sind der Überzeugung, dass das revidierte Atomgesetz eine bessere Lösung als die Atom[schutz]initiative darstellt. (…) Volk und Standen wird die Verwerfung der Volksinitiative beantragt.» Die Atomschutzinitiative wurde am 18. Februar 1979 an der Volksabstimmung verworfen.
Wie von den Behörden gewünscht, wurde am 20. Mai 1979 der Bundesbeschluss zum Atomgesetz durch die Volksabstimmung angenommen. Er trat per 1. Juli 1979 in Kraft. Ab diesem Zeitpunkt galt folgendes Übergangsrecht:
«Bei Atomanlagen, für die eine Standortbewilligung, aber noch keine Baubewilligung besteht, wird in einem vereinfachten Verfahren für die Erteilung der Rahmenbewilligung nur noch geprüft, ob an der Energie, die in der Anlage erzeugt werden soll, im Inland voraussichtlich ein hinreichender Bedarf bestehen wird; bei der Ermittlung des Bedarfs ist möglichen Energiesparmassnahmen, dem Ersatz von Erdöl und der Entwicklung anderer Energieformen Rechnung zu tragen. Die Inbetriebnahmebewilligung wird nur erteilt, wenn ein Projekt vorliegt, das für die dauernde sichere Entsorgung und Endlagerung der aus der Anlage stammenden radioaktiven Abfälle Gewähr bietet und wenn die Stilllegung sowie der allfällige Abbruch ausgedienter Anlagen geregelt ist.»

## Aktuelle Situation
Das Atomgesetz ist vollständig aufgehoben und durch das Kernenergiegesetz vom 21. März 2003 (KEG, SR 732.1) ersetzt worden, welches am 1. Februar 2005 in Kraft trat. Nach dem beschlossenen Atomausstieg 2011 muss das Kernenergiegesetz geändert werden.